# Eleccions al Dáil Éireann de 1965

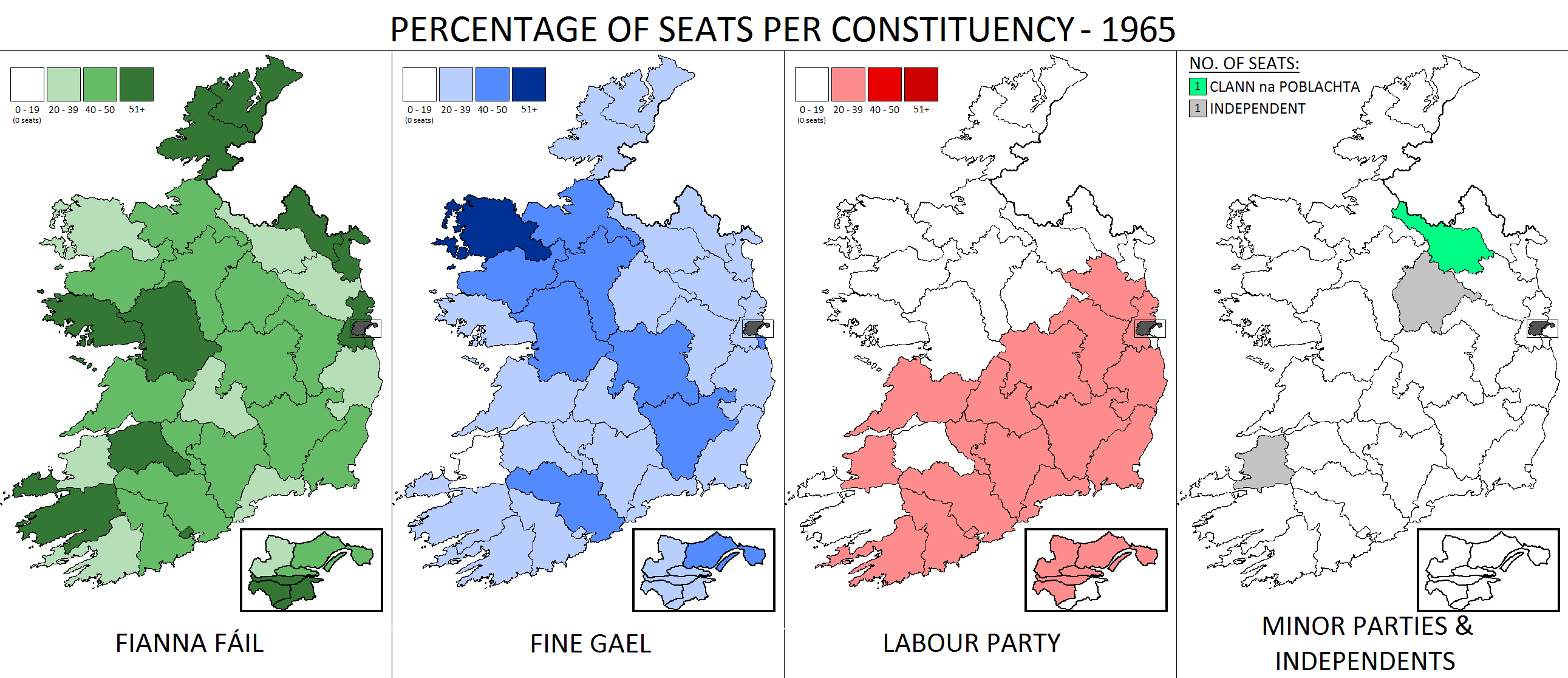
Resultats per circumscripcions i partits

Les eleccions al Dáil Éireann de 1965 es van celebrar el 7 d'abril de 1965 per a renovar els 144 diputats del Dáil Éireann. Va guanyar el Fianna Fáil per majoria absoluta i Seán Lemass formaria govern

## Resultats
| Partit             | Líder          | Vot popular | %     | Escons |
| Fianna Fáil        | Seán Lemass    |             | 47,8% | 72     |
| Fine Gael          | James Dillon   |             | 33,9% | 47     |
| Laborista          | Brendan Corish |             | 15,4% | 21     |
| Clann na Poblachta | Seán MacBride  |             | 0,8%  | 1      |
| Independents       |                |             | 2,0%  | 2      |